# 刘畴西

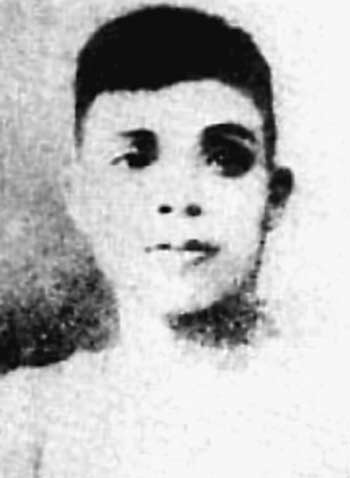
刘畴西肖像

刘畴西（1897年—1935年8月6日），湖南长沙望城人。中国工农红军将领、红十军团军团长。

## 生平

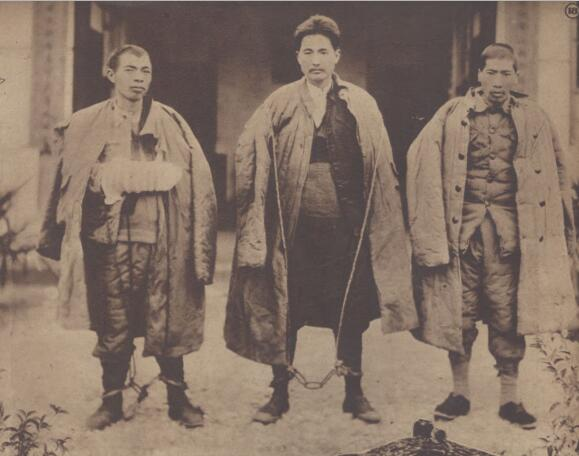
被俘的红军将领刘畴西、方志敏、王如痴

1920年，刘畴西考入湖南省立第一师范学校。1922年，加入中国共产党。1924年，考入黄埔军校第一期，参加平定广州商团叛乱。1925年，在参加讨伐陈炯明的东征，在棉湖之役中负重伤，截去左臂。为蒋介石所信重，任命为黄埔同学会的总务长。1927年夏，任国民革命军第11军24师参谋，参加南昌起义，后任营长、团参谋长。
1929年初赴苏联进入伏龙芝军事学院，次年回国并被派往中央苏区。他参与组织三次参加反围剿战役。1932年7月调任红21军军长，率部转战闽赣边区。1934年，红七军团组成北上抗日先遣队向闽浙赣等省出动。同年7月，他与刘畴西、方志敏率领的红十军会师，两军合编为红十军团，仍作为北上抗日先遣队，刘畴西任军团长兼第20师师长。12月，红十军团在浙赣边界的怀玉山区被国民党王耀武部包围，由于刘畴西优柔寡断，一再错失突围良机，后只有粟裕率少数突围成功，刘畴西与方志敏则被逮捕。次年8月，刘畴西在江西南昌被枪决。